# Roberto Rizzato
Roberto Rizzato (pseudonimo di Roberto Galetta; Padova, 5 gennaio 1961) è un conduttore radiofonico e giornalista italiano della Radiotelevisione svizzera di lingua italiana di Lugano.

## Biografia
Dopo i primi anni di trasmissione nelle emittenti commerciali del varesotto, anzitutto dai microfoni di Radio Aurora e poi da quelli dell'allora Radio Sound Music (oggi Otto FM), nell'ottobre del 1980 venne assunto come conduttore a tempo pieno presso Radio Campione (la prima radio "privata-pirata" della Svizzera italiana, che irradiava dalla zona extra-territoriale di Campione d'Italia quando le emittenti locali svizzere non erano ancora state autorizzate a trasmettere).
Nel 1988 è stato uno dei pionieri della Rete Tre della radio pubblica svizzera italofona e dal 1993 va in onda quotidianamente nelle principali fasce di ascolto della Rete Uno della RSI come conduttore, redattore e coordinatore di programmi radiofonici d'intrattenimento.
Dario Robbiani ha menzionato Roberto Rizzato come esempio di "conduzione radiofonica intelligente".

## Rubriche
- "Delirio di Cronaca" (1978) rassegna delle notizie più demenziali della settimana.
- "Contatto Radio" (1979) programma di dediche e richieste musicali per corrispondenza.
- "Il Rumore Misterioso" (1983-2023) storico quiz della radio, di cui ha ottimizzato e attualizzato il format per la RSI Rete Uno.
- "La Sostenibile Leggerezza dell'Etere" (1987) rubrica di gossip radiofonico e musica leggera.
- "Parole, Parole, Parole" (1998, 1999, 2001, 2007, 2008, 2013, 2014) curiosità e divagazioni etimologiche sulla lingua italiana.
- "Il Crepuscolo del Dee-Jay" (2007) serie di 30 greatest hits musicali da lui mixati al computer per riassumere in pochi minuti la discografia di cantanti e/o gruppi storici.
- "Ricantatissime" (2007) serie di 60 cover-remix musicali da lui creati al computer montando insieme più versioni delle stesse canzoni famose.
- "Il Grillo" (2009) conduttore, insieme a Febo Conti e agli autori, della prima serie della nuova striscia quotidiana sul corretto uso della lingua italiana.
- "L'Almanacco di Rete Uno" (2003 - 2012) redattore e conduttore della rubrica mattutina dedicata alle ricorrenze storiche e biografiche del giorno.
- "Anniversari" (2011) redazione, montaggio e conduzione di una serie di "audio-biografie" di musicisti illustri del mondo del pop.
- "Mitologicamente" (2012) creazione, sonorizzazione e conduzione di una serie dedicata alle antiche divinità mitologiche dell'Olimpo, come preludio culturale ai Giochi olimpici (con la consulenza del grecista prof. Luigi Zanolli).
- "Ti faccio una cassetta" (2013 - 2016) redazione e presentazione di una serie radiofonica pomeridiana basata su collegamenti tematici ipertestuali correlati alla musica.
- "Effetto Musica" (2016 - 2020) programma di "decompressione musicale" del primo pomeriggio con notizie e novità discografiche, giochi e segnalazioni per il tempo libero. Slogan: "Lasciamo che la Musica faccia Effetto!"
- "Rizzipedia" (2020 - 2021), "le curiosità enciclopediche di Roberto Rizzato". Redazione e presentazione di un programma serale basato soprattutto sulla retrospettiva storica, anziché sull'attualità giornalistica.
- "Fino a tardi" (2022 - 2025) trasmissione tardo-serale di prossimità con giochi, curiosità e musica a richiesta.

## Altre attività
- Nel 2002, in occasione del settantesimo anniversario della Radio svizzera di lingua italiana ha creato un Calendario Curiosario[6], concepito come "la versione laica di Frate Indovino" e riproposto, con una veste grafica rinnovata, nel 2003 a favore della Lega ticinese contro il cancro [7].
- Dopo aver scritto dall'83 al '90 articoli di divulgazione medica per la rivista ticinese “Giorno x Giorno Teletutto” (settimanale dei programmi radiotelevisivi che era allegato ai principali quotidiani del Canton Ticino), dal 2003 al 2015 ha scritto articoli di costume per il mensile Illustrazione Ticinese[8].
- Artista del fotoritocco digitale, ha collaborato in questa veste al programma Latele della RSI LA1 e al quiz multimediale Il trifaccione, con i suoi "sfottomontaggi" , pubblicati perlopiù gratuitamente con licenza Creative Commons, viene spesso menzionato in blog, netzine[9] e social media. In più occasioni e in tutto il mondo, però, i suoi lavori sono anche stati pubblicati dalla stampa cartacea, come nei recenti esempi dei tabloid britannici Daily Star[10] e Daily Mail. Dopo aver totalizzato oltre 6 milioni di visualizzazioni[11] solo su Flickr, con il nome d'arte di PIX-JOCKEY ha ottenuto ulteriori riconoscimenti [12] negli "advanced Photoshop picture contest" internazionali e figura da anni ai primi posti nella Hall of Fame di FreakingNews.com[13], sito nordamericano di computer grafica in cui si sfidano oltre 17'000 artisti digitali da tutto il mondo e dove i suoi lavori hanno già superato 10 milioni di visualizzazioni. Prima che il sito chiudesse, era anche tra i primi 30 nella classifica di Worth1000, su oltre mezzo milione di membri.
- Negli ultimi anni si è applicato anche alla pittura informale, proponendo una sua propria corrente "ultrapittorica" virtuale, denominata pixismo.[14] Dato che i suoi dipinti digitali sono concepiti con tecnica mista -perlopiù al computer e solo successivamente materializzati su dei supporti fisici, dalla tela al plexiglas- non si definisce un pittore, bensì un "pixelatore", neologismo da lui stesso coniato con riferimento alla manipolazione dei pixel. Attualmente però sta realizzando anche diversi dipinti a mano, sempre riconducibili allo stilema dell'Espressionismo Astratto, e sempre e solo con colori acrilici, utilizzando una sua particolare tecnica che chiama "squeezing". Le opere create in questo modo le definisce "ultradripping iperplastico"[15], perché si propongono di andare oltre il classico "dripping" portato allo stato dell'arte da Jackson Pollock, plasmando quasi dei bassorilievi di vernice polimerica, così da conferire al dipinto uno spessore estremamente tattile.